# Saison 2008-2009 des FAR de Rabat
Maillots
Chronologie
Saison précédente Saison suivante
Lors de la saison 2008-2009 le club marocain des FAR de Rabat a disputé quatre compétitions : le championnat national marocain, la coupe du trône, la ligue des champions de la CAF et la coupe nord-africaine des clubs champions.
Bilan de la saison :
- Le club est arrivé 3e du championnat.
- Le club jouera la finale de la coupe du trône lors du mois de novembre 2009.
- Le club a été éliminé au deuxième tour de la ligue des champions de la CAF.
- Le club est arrivé en finale de la coupe nord-africaine des clubs champions.

## Contexte et résumé de la saison passée des FAR de Rabat

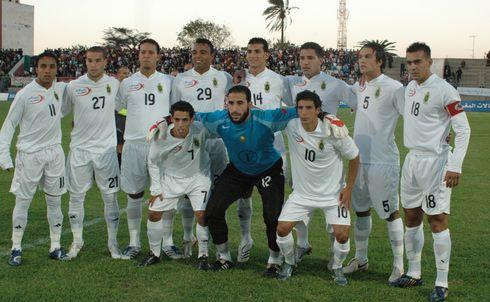
L'équipe championne du Maroc 2007-2008

Durant la saison dernière, les FAR de Rabat remportent le championnat pour la douzième fois de leur histoire avec au total plus de 53 points soit 14 victoires, 11 nuls et 2 défaites. Tandis qu'en coupe du Trône les FAR de Rabat débutent la compétition en seizième de final puisque ceux-ci sont en première division. Son adversaire est un voisin de la ville de Témara, l'Union sportive Témara. Cette rencontre s'est terminée par la victoire des FAR sur le score d'un but à zéro. Puis dans le cadre des huitièmes de finale, les FAR affrontent l'AS Salé dans le cadre d'un derby du Bouregreg qui se termine par une victoire des militaires sur le score d'un but à zéro. Continuant son parcours dans cette compétition, ils doivent ensuite affronter le KAC de Kénitra où après un nul sur le sore de zéro partout, les FAR se hissent en demi-finale en battant le KAC de Kénitra aux tirs au but sur le score de 11-10. Ensuite dans le cadre des demi-finales, les FAR remportent leur match face au phosphatier de l'Olympique de Khouribga sur le score d'un but à zéro.
Au bilan lors de la saison dernières les FAR de Rabat remportent le championnat avec comme dauphin l'Ittihad Khémisset, remporte la coupe du Trône de football et sont éliminés au premier tour de la ligue des champions de la CAF.

## Mercato

### Mercato d'été 2008
- Départ de l'entraîneur Mustapha Madih (résiliation de son contrat à l'amiable, destination vers le club d'Al-Wakrah au Qatar).
- Arrivée de l'entraîneur Mhamed Fakhir (fin de contrat avec le Moghreb de Tétouan, il signe un contrat de deux ans avec l'AS FAR).

2 arrivées :
- El Houssaine Ouchla (fin de contrat avec le Moghreb de Tétouan, retour gratuit)
- Abdessamad Chahiri (échange contre Mohamed Borji et Moulay Ali Jaâfari + une somme d'argent)

4 départs :
- Mohamed Borji (transféré au Difaâ d'El Jadida)
- Moulay Ali Jaâfari (transféré au Difaâ d'El Jadida)
- Younes Habil (destination inconnue pour l'instant)
- Mohssen Alkhiati (destination inconnue pour l'instant)

### Mercato d'hiver 2009
1 arrivée :
- Mohamed Madihi (transféré du Moghreb de Tétouan)

4 départs :
- Mohamed Moussamih (prêté au Youssoufia Berrechid)
- Jawad Akadar (transféré au Moghreb de Tétouan)
- Adil Lotfi (prêté au Wydad de Fès)
- Yassine Safsafi (au Chabab Rif Hoceima)

## Programme estival

### Morocco Summer Cup
Pour plus de détails, voir Morocco Summer Cup.
| 15 juillet 2008 1er tour | FAR de Rabat            | 1–0 | Royal Charleroi Sporting Club | 19h45 - Stade El Abdi, El Jadida |
|                          | Mohamed Amine Kabli 86e |     |                               |                                  |

----
| 17 juillet 2008 2e tour | FAR de Rabat      | 1–0 | FC Nantes | 19h45 - Complexe Mohamed V, Casablanca |
|                         | Tarik Marzouk 66e |     |           |                                        |

----
| 22 juillet 2008 Demi-finale | FAR de Rabat         | 1–1 (1-4 tab) | Athletic Bilbao       | 17h00 - Complexe Mohamed V, Casablanca |  |
|                             | Youssef Kaddioui 59e |               | Fernando Llorente 45e |                                        |  |

----
| 25 juillet 2008 3e place | FAR de Rabat (juniors) | 0–0 (5-4 tab) | Paços de Ferreira | 17h00 - Complexe Mohamed V, Casablanca |  |
|                          |                        |               |                   |                                        |  |

----

### Tournoi de Abha
| 16 août 2008 1re journée | Al Ittihad Djeddah | 1–0 | FAR de Rabat | 17h45 - Abha Sports Center |
|                          | Mohammad Nour 72e  |     |              |                            |

----
| 18 août 2008 2e journée | FAR de Rabat                                | 2–1 | Al Karama Homs     | 14h45 - Abha Sports Center |  |
|                         | Noureddine Kacemi 19e · Jawad Ouaddouch 74e |     | Haitham Waheab 54e |                            |  |

----
| 20 août 2008 3e journée | Al-Raed | 0–0 (4-2 tab) | FAR de Rabat | 14h45 - Abha Sports Center |  |
|                         |         |               |              |                            |  |

----

## Matches amicaux
| 29 août 2008 | FAR de Rabat                              | 3–0 | KAC de Kénitra | 15h00 - Centre sportif de Maâmora, Salé |
|              | Jawad Akadar · Jawad Akadar · Hamid Nater |     |                |                                         |

----
| 30 août 2008 | FAR de Rabat | 0–1 | KAC de Kénitra | 09h00 - Centre sportif de Maâmora, Salé |
|              |              |     | Eric Traoré    |                                         |

----
| 5 septembre 2008 | FAR de Rabat                                                                | 4–0 | Union de Sidi Kacem | 16h00 - Centre sportif de Maâmora, Salé |
|                  | Tarik Marzouk · Youssef Kaddioui penalty · Youssef El Basri · Tarik Marzouk |     |                     |                                         |

----
| 6 septembre 2008 | FAR de Rabat                                   | 2–0 | FUS de Rabat | 15h45 - Centre sportif de Maâmora, Salé |
|                  | Mustapha Allaoui penalty · Mohamed Amine Kabli |     |              |                                         |

----
| 13 décembre 2008 | FAR de Rabat       | 1–1 | Stade Marocain | 10h30 - Centre sportif de Maâmora, Salé |
|                  | El Mehdi El Bassil |     |                |                                         |

----
| 8 mai 2009 | FAR de Rabat          | 1–1 | Maghreb de Fès | 16h00 - Centre sportif de Maâmora, Salé |
|            | Tarik Marzouk penalty |     |                |                                         |

----

## GNF 1

### Statistiques
- Classement : 3
- Nombre de matchs joués : 30
- Nombre de points : 53
- Nombre de points par match : 1.76
- Nombre de victoires : 14
- Pourcentage de victoires : 46,66 %
- Nombre de matchs nuls : 11
- Pourcentage de matchs nuls : 36,66 %
- Nombre de défaites : 5
- Pourcentage de défaites : 16,66 %
- Nombre de buts marqués : 39
- Moyenne de buts marqués par match : 1.3
- Nombre de buts encaissés : 17
- Moyenne de buts encaissés par match : 0.56
- Plus large victoire : FAR de Rabat 5-0 Olympique de Khouribga
- Plus large défaite : Raja de Casablanca 3-1 FAR de Rabat
- Records de victoires de suite : 3

### Classement des buteurs
| Place | Joueur               | Buts |
| ----- | -------------------- | ---- |
| 1     | Mustapha Allaoui     | 14   |
| 2     | Youssef Kaddioui     | 5    |
| 3     | Omar Bendriss        | 3    |
| -     | Mohamed Amine Kabli  | 3    |
| 5     | Mourad Fellah        | 2    |
| -     | Mohamed Madihi       | 2    |
| -     | Tarik Marzouk        | 2    |
| 8     | El Mehdi El Bassil   | 1    |
| -     | Jawad Ouaddouch      | 1    |
| -     | Adil Sarraj          | 1    |
| -     | Abderrazak El Mnasfi | 1    |
| -     | Noureddine Kacemi    | 1    |
| -     | Abderrahmane Mssassi | 1    |
| -     | Issam Erraki         | 1    |
| -     | Youssef El Basri     | 1    |

### Phase Aller
| 13 septembre 2008 Journée 1 | AS Salé | 0–0 | FAR de Rabat | 15h00 - Stade Boubker Ammar, Salé |  |
|                             |         |     |              |                                   |  |

| 21 septembre 2008 Journée 2 | FAR de Rabat                                                                           | 4–1 | Raja de Casablanca     | 22h00 - Complexe Moulay Abdallah, Rabat |  |
|                             | Mustapha Allaoui 10e · Omar Bendriss 27e · Mohamed Amine Kabli 36e · Omar Bendriss 70e |     | Abdellatif Jrindou 52e |                                         |  |

| 28 septembre 2008 Journée 3 | Jeunesse El Massira | 1–1 | FAR de Rabat         | 15h00 - Stade Laghdaf, Laâyoune |  |
|                             | Hamza Bourzouq 90e  |     | Youssef Kaddioui 60e |                                 |  |

| 5 octobre 2008 Journée 4 | FAR de Rabat            | 1–0 | Ittihad Khémisset | 18h00 - Complexe Moulay Abdallah, Rabat |
|                          | Mohamed Amine Kabli 19e |     |                   |                                         |

| 11 octobre 2008 Journée 5 | Mouloudia d'Oujda | 1–1 | FAR de Rabat           | 14h30 - Stade d'Honneur, Oujda |  |
|                           | Khaled Lebhij 69e |     | El Mehdi El Bassil 58e |                                |  |

| 19 octobre 2008 Journée 6 | FAR de Rabat                   | 1–0 | Difaâ d'El Jadida | 15h00 - Complexe Moulay Abdallah, Rabat |
|                           | Mustapha Allaoui 59e (penalty) |     |                   |                                         |

| 25 octobre 2008 Journée 7 | Maghreb de Fès | 0–2 | FAR de Rabat                               | 14h30 - Complexe sportif, Fès |
|                           |                |     | Mustapha Allaoui 26e · Jawad Ouaddouch 67e |                               |

| 2 novembre 2008 Journée 8 | FAR de Rabat                             | 2–0 | Wydad de Casablanca | 14h30 - Complexe Moulay Abdallah, Rabat |
|                           | Omar Bendriss 70e · Youssef Kaddioui 74e |     |                     |                                         |

| 5 novembre 2008 Journée 9 | Olympique de Khouribga | 1–0 | FAR de Rabat | 14h30 - Stade du Phosphate, Khouribga |
|                           | Hatim El Mostafa 2e    |     |              |                                       |

| 9 novembre 2008 Journée 10 | FAR de Rabat                            | 2–0 | Kawkab de Marrakech | 14h30 - Complexe Moulay Abdallah, Rabat |
|                            | Mourad Fellah 2e · Youssef Kaddioui 74e |     |                     |                                         |

| 15 novembre 2008 Journée 11 | Chabab Mohammédia | 1–1 | FAR de Rabat                   | 14h30 - Stade Bachir, Mohammédia |  |
|                             | Al Bekkali 38e    |     | Mustapha Allaoui 52e (penalty) |                                  |  |

| 22 novembre 2008 Journée 12 | FAR de Rabat                                                 | 3–0 | Hassania d'Agadir | 14h30 - Complexe Moulay Abdallah, Rabat |
|                             | Youssef Kaddioui 8e · Adil Sarraj 26e · Mustapha Allaoui 70e |     |                   |                                         |

| 5 décembre 2008 Journée 13 | Olympique de Safi                               | 2–1 | FAR de Rabat     | 20h00 - Stade El Massira, Safi |                         |
|                            | Hossameddine Sanhaji 13e · Imad Omari 65e (csc) |     | Mourad Fellah 3e | Spectateurs : Huis clos        | Spectateurs : Huis clos |

| 31 décembre 2008 Journée 14 | KAC de Kénitra               | 1–0 | FAR de Rabat | 14h30 - Stade Municipal, Kénitra |
|                             | Rachid Berouas 61e (penalty) |     |              |                                  |

| 4 février 2009 Journée 15 | FAR de Rabat | 0–1 | Moghreb de Tétouan | 14h30 - Complexe Moulay Abdallah, Rabat |
|                           |              |     | Samir Sarsar 46e   |                                         |

### Phase retour
| 18 février 2009 Journée 16 | FAR de Rabat | 0–0 | AS Salé | 14h30 - Complexe Moulay Abdallah, Rabat |  |
|                            |              |     |         |                                         |  |

| 18 janvier 2009 Journée 17 | Raja de Casablanca                                                             | 3–1 | FAR de Rabat                   | 18h00 - Stade Mohammed V, Casablanca |  |
|                            | Zakaria Zerouali 33e · Abdellatif Jrindou 51e · Mohsine Metouali 90e (penalty) |     | Mustapha Allaoui 61e (penalty) |                                      |  |

| 4 mars 2009 Journée 18 | FAR de Rabat | 0–0 | Jeunesse El Massira | 14h30 - Complexe Moulay Abdallah, Rabat |  |
|                        |              |     |                     |                                         |  |

| 8 février 2009 Journée 19 | Ittihad Khémisset | 0–0 | FAR de Rabat | 15h00 - Stade du 18 novembre, Khémisset |  |
|                           |                   |     |              |                                         |  |

| 22 février 2009 Journée 20 | FAR de Rabat                                                            | 3–1 | Mouloudia d'Oujda | 15h00 - Complexe Moulay Abdallah, Rabat |  |
|                            | Mohamed Amine Kabli 43e · Mohamed Madihi 77e · Abderrazak El Mnasfi 81e |     | Sheikh Dieng 78e  |                                         |  |

| 28 février 2009 Journée 21 | Difaâ d'El Jadida | 0–1 | FAR de Rabat          | 14h30 - Stade El Abdi, El Jadida |
|                            |                   |     | Noureddine Kacemi 30e |                                  |

| 8 mars 2009 Journée 22 | FAR de Rabat             | 1–0 | Maghreb de Fès | 14h30 - Complexe Moulay Abdallah, Rabat |
|                        | Abderrahmane Mssassi 17e |     |                |                                         |

| 18 avril 2009 Journée 23 | Wydad de Casablanca | 0–0 | FAR de Rabat | 16h00 - Complexe Mohamed V, Casablanca |  |
|                          |                     |     |              |                                        |  |

| 29 mars 2009 Journée 24 | FAR de Rabat | 5–0 | Olympique de Khouribga | 15h00 - Complexe Moulay Abdallah, Rabat |
|                         | Mustapha Allaoui 34e (pen.) · Mustapha Allaoui 53e (pen.) · Mustapha Allaoui 72e · Youssef Kaddioui Idrissi 75e · Mustapha Allaoui 94e |     |                        |                                         |

| 29 mars 2009 Journée 25 | Kawkab de Marrakech        | 1–1 | FAR de Rabat       | 18h00 - Stade El Harti, Marrakech |  |
|                         | Louis Escer Jeffersson 34e |     | Mohamed Madihi 79e |                                   |  |

| 3 mai 2009 Journée 26 | FAR de Rabat                         | 2–0 | Chabab Mohammédia | 16h00 - Complexe Moulay Abdallah, Rabat |
|                       | Tarik Marzouk 28e · Issam Erraki 55e |     |                   |                                         |

| 16 mai 2009 Journée 27 | Hassania d'Agadir      | 1–1 | FAR de Rabat         | 16h00 - Stade Al Inbiâate, Agadir |  |
|                        | Yassine El Bissati 15e |     | Mustapha Allaoui 64e |                                   |  |

| 24 mai 2009 Journée 28 | FAR de Rabat                                         | 2–2 | Olympique de Safi                             | 16h00 - Complexe Moulay Abdallah, Rabat |  |
|                        | Mustapha Allaoui 7e (penalty) · Youssef El Basri 74e |     | Boris Landry Kabi 75e · Boris Landry Kabi 90e |                                         |  |

| 31 mai 2009 Journée 29 | FAR de Rabat                             | 2–0 | KAC de Kénitra | 16h00 - Complexe Moulay Abdallah, Rabat |
|                        | Tarik Marzouk 76e · Mustapha Allaoui 88e |     |                |                                         |

| 24 juin 2009 Journée 30 | Moghreb de Tétouan | 0–1 | FAR de Rabat         | 16h00 - Stade Saniat Rmel, Tétouan |
|                         |                    |     | Mustapha Allaoui 76e |                                    |

## Coupe du Trône

### Classement des buteurs
| Place | Joueur           | Buts |
| ----- | ---------------- | ---- |
| 1     | Mustapha Allaoui | 2    |
| 2     | Jaouad Ouaddouch | 1    |

### Rencontres
| 8 avril 2009 1/16 finale | FAR de Rabat         | 1–0 | CODM de Meknès | 15h00 - Complexe Moulay Abdallah, Rabat |
|                          | Mustapha Allaoui 69e |     |                |                                         |

| 26 avril 2009 1/8 finale | FAR de Rabat         | 1–0 | Stade Marocain | 15h00 - Complexe Moulay Abdallah, Rabat |
|                          | Mustapha Allaoui 51e |     |                |                                         |

| 1er juillet 2009 1/4 finale | FAR de Rabat | 0–0 (4-2 tab) | Wydad de Casablanca | 17h00 - Complexe Moulay Abdallah, Rabat |  |
|                             |              |               |                     |                                         |  |

| 5 juillet 2009 1/2 finale | Ittihad Khémisset | 0–0 (4-5 tab) | FAR de Rabat | 16h00 - Stade du 18 novembre, Khémisset |  |
|                           |                   |               |              |                                         |  |

| 18 novembre 2009 Finale | FAR de Rabat         | 1-1 (5-4 tab) | FUS de Rabat        | 17h00 - Complexe Moulay Abdallah, Rabat |  |
|                         | Jaouad Ouaddouch 88e |               | Daniel Monchare 55e |                                         |  |

## Ligue des Champions de la CAF

### Classement des buteurs
| Place | Joueur               | Buts |
| ----- | -------------------- | ---- |
| 1     | Mustapha Allaoui     | 4    |
| 2     | Youssef Kaddioui     | 1    |
| -     | Issam Erraki         | 1    |
| -     | Abderrahmane Mssassi | 1    |
| -     | Mohamed Madihi       | 1    |

### 1ertour
| 31 janvier 2009 Aller | FAR de Rabat | 6-1 | Sporting Clube da Praia  | 14h30 - Complexe Moulay Abdallah, Rabat |  |
|                       | Mustapha Allaoui 3e (penalty) · Mustapha Allaoui 41e (penalty) · Mustapha Allaoui 56e · Youssef Kaddioui 62e · Issam Erraki 64e · Abderrahmane Mssassi 73e |     | Lucas Mendes Andrade 90e |                                         |  |

----
| 14 février 2009 Retour | Sporting Clube da Praia | 1–0 | FAR de Rabat | 16h30 - Estádio da Várzea, Praia |
|                        | Tigana Robalo 69e       |     |              |                                  |

----

### 2etour
| 14 mars 2009 Aller | Heartland FC                                            | 3–1 | FAR de Rabat         | 14h00 - Dan Anyiam Stadium, Owerri |  |
|                    | Joshua Obaje 18e · Stanley Okoro 43e · Joshua Obaje 52e |     | Mustapha Allaoui 30e |                                    |  |

----
| 4 avril 2009 Retour | FAR de Rabat       | 1–1 | Heartland FC              | 15h00 - Complexe Moulay Abdallah, Rabat |  |
|                     | Mohamed Madihi 37e |     | Signswonders Chibambo 67e |                                         |  |

----

## Coupe nord-africaine des clubs champions

### Classement des buteurs
| Place | Joueur              | Buts |
| ----- | ------------------- | ---- |
| 1     | El Houssaine Ouchla | 1    |
| -     | Jawad Akadar        | 1    |

### Demi-finale
| 19 décembre 2008 Aller | Jeunesse sportive de Kabylie | 1–1 | FAR de Rabat            | 14h00 - Stade du 1er novembre 1954, Tizi Ouzou |  |
|                        | Idrissa Coulibaly 23e        |     | El Houssaine Ouchla 48e |                                                |  |

| 26 décembre 2008 Retour | FAR de Rabat     | 1–0 | Jeunesse sportive de Kabylie | 14h45 - Complexe Moulay Abdallah, Rabat |
|                         | Jawad Akadar 59e |     |                              |                                         |

### Finale
| 8 janvier 2009 Aller | Club Africain | 0–0 | FAR de Rabat | 13h30 - Stade du 7-Novembre, Radès |  |
|                      |               |     |              |                                    |  |

| 25 janvier 2009 Retour | FAR de Rabat | 0–0 (2-3 tab) | Club Africain | 15h00 - Complexe sportif, Fès |  |
|                        |              |               |               |                               |  |

## Autres saisons
- Saison 2007-2008 des FAR de Rabat